# Porte Saint-André (Lille)
Ne doit pas être confondu avec Porte Saint-André (Autun).
La porte de Saint-André ou porte d'Ypres est une ancienne porte de ville de l'enceinte de Lille qui était située dans le prolongement de la rue Royale.

## Histoire

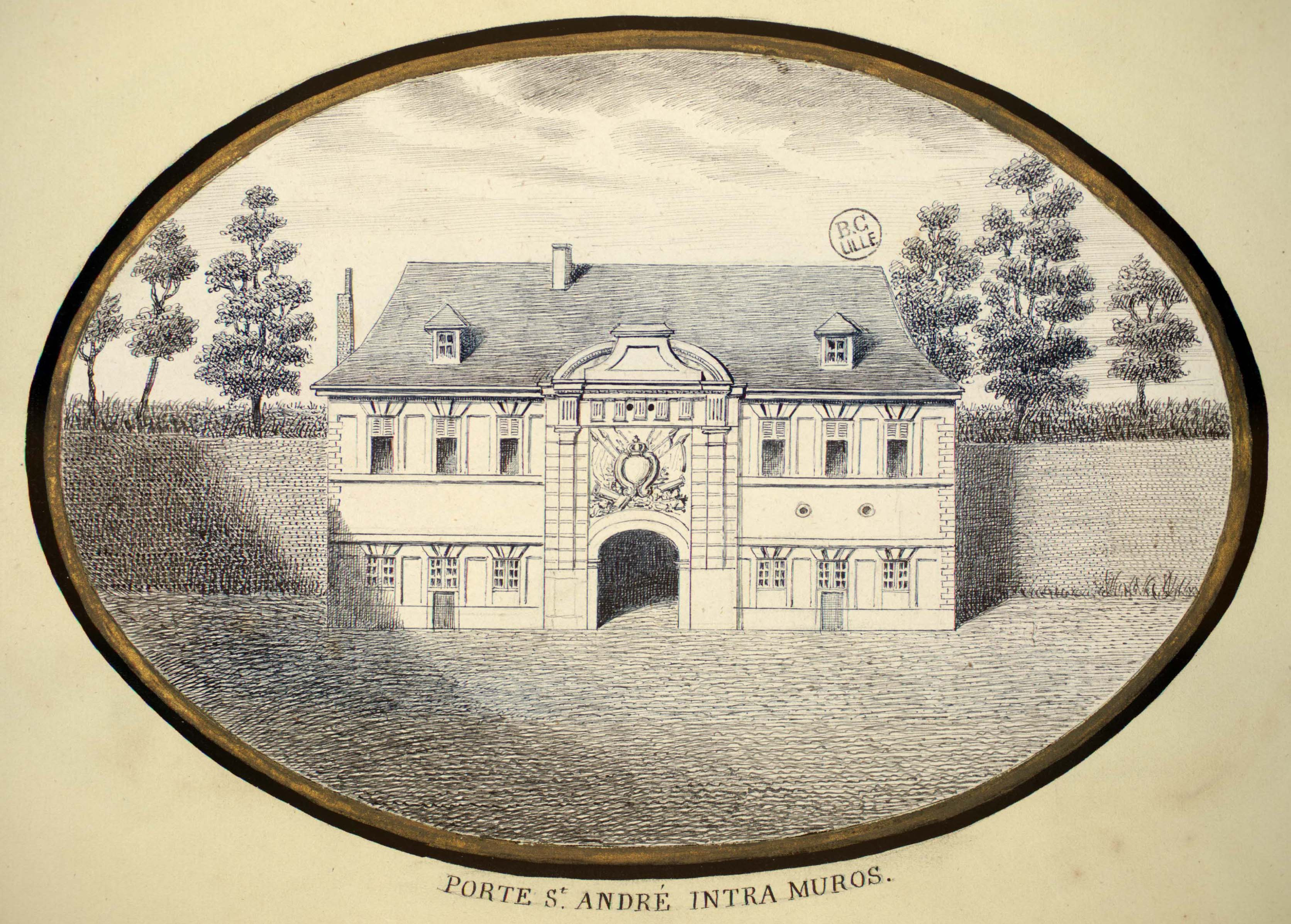
La porte de Saint-André vers 1860

La porte est construite dans le cadre de l'agrandissement de 1670 qui amène à l'absorption du faubourg Saint-Pierre. Elle est mise en service en 1672 et remplace la porte Saint-Pierre.
Elle comportait un étage, trois travées de part et d'autre d'une travée centrale comprenant la porte surmontée à l'étage de sculptures en bas-relief.
Reconstruite à la fin du XIXe siècle, elle était l'une des plus massives de l'enceinte de Lille avec une longueur de 27 mètres, une hauteur de 12,5 mètres et un étage surmonté d'un fronton central orné d'un bas relief.
Elle était percée de deux portes larges de 3,4 mètres par où passaient les tramways des lignes M à destination de Lambersart, O, R et S vers Wambrechies. 
La route menant au Pont Royal sinuait à travers le demi-bastion de 1670 et le long d'une lunette construite en 1731. 
À partir de 1751, la porte est bordée à l'extérieur par le canal de la Moyenne-Deûle qui parcourait la zone fortifiée dans le prolongement de l'Esplanade et rejoignait la Basse Deûle en aval de la porte d'eau percée dans la courtine intérieure du rempart en sortie du port de la Basse Deûle (emplacement de l'actuelle avenue du Peuple belge). 
En 1881, cette liaison navigable est remplacée par un parcours direct de l'esplanade au pont Sainte-Hélène à Saint-André passant à l'extérieur des fortifications. Le fossé de la partie est de ce canal entre la corne de Saint-André (emplacement de l'actuelle caserne Saint-Ruth) et le confluent avec la sortie du port de la Basse Deûle est comblé vers 1890. Le tronçon ouest qui communique avec le canal à l'emplacement de l'Esplanade et s'étend jusqu'à la porte reste en eau et devient un cimetière de bateaux  en impasse avant son comblement à la fin des années 1930.   
La porte est démolie en avril 1935 dans le cadre du démantèlement de l'enceinte de Lille. 

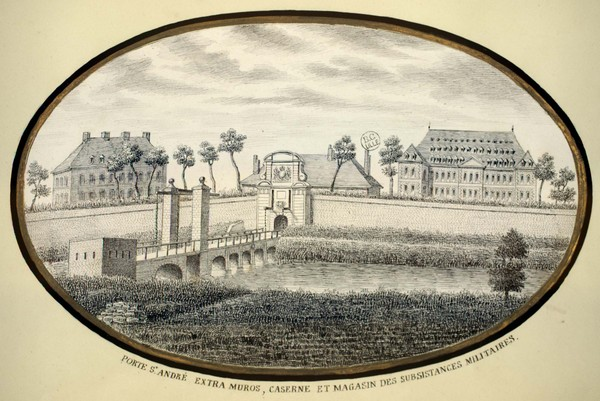
Porte St-André extra muros vers 1860
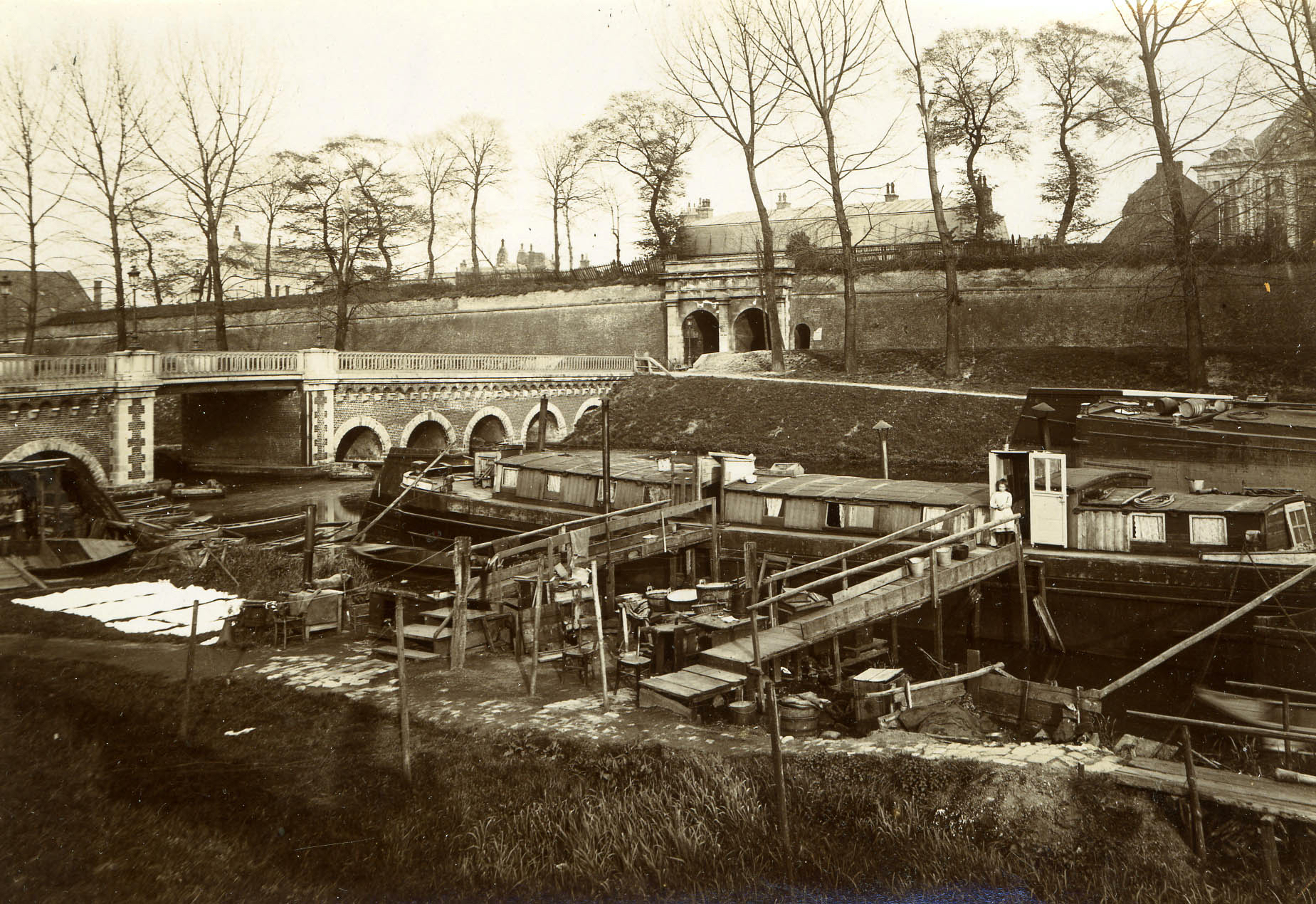
Porte de St-André extra muros en 1890

## Après la suppression de la porte
Le tracé de la route de l'ancienne porte au pont Royal, anciennement sinueux, est rectifié lors de l'arasement des ouvrages fortifiés avancés (lunettes) sur lequel  sont établis des jardins familiaux.
Deux ilots de maisons et d'immeubles d'habitation sont construits vers 1960 à l'emplacement du rempart le long de la rue Benvignat et du côté opposé.
Au-delà de ces deux ilots urbanisés, ce secteur devient un nœud autoroutier au cours des années 1970 lors du détournement à l'arrière de la Citadelle de la Deûle mise à grand gabarit avec déplacement de l'écluse et du pont-Royal (actuel pont Jouhaux) et le prolongement du boulevard périphérique. Ces voies autoroutières   établies à la place des jardins ouvriers entrainent la suppression de la partie ouest de la corne de Saint-André. Un terrain de sport est préservé.

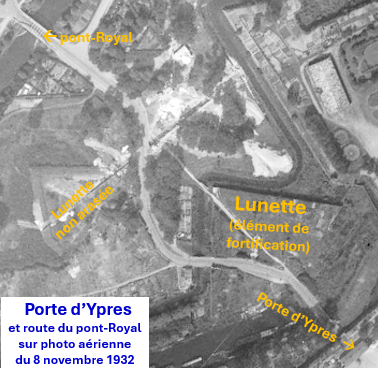
Secteur porte de St-André en 1932
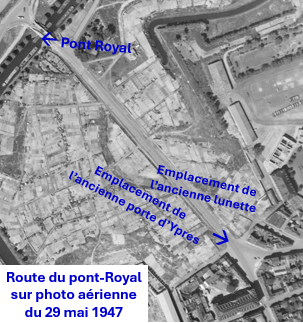
Secteur porte de St-André en 1947
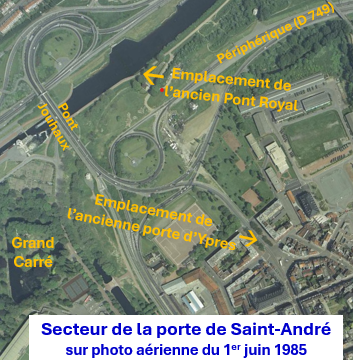
Secteur porte St-André en 1985